# K'iche'

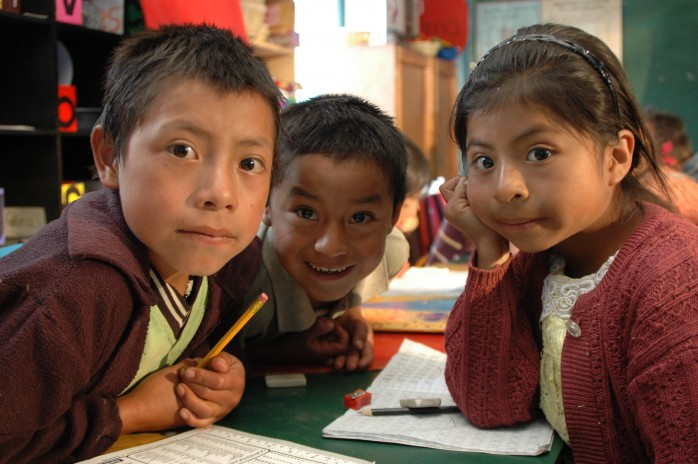
Bambini K’iche’ seduti ai loro banchi di scuola a Santa Cruz del Quiché, 2006, in Guatemala

I K'iche' (AFI: [kʼiˈtʃeʔ], ) o Quiché (secondo la pronuncia spagnola) gruppo etnico nativo americano facente parte del gruppo etnolinguistico dei Maya. L'idioma nativo dell'etnia, il kʼicheʼ, è una lingua mesoamericana del gruppo linguistico delle lingue maya. Gli stati K'iche' raggiunsero l'apice del loro splendore nel periodo postclassico mesoamericano.
La maggioranza dei K'iche' vive negli altopiani del Guatemala, nei dipartimenti di Quiché, Totonicapán e Quetzaltenango. Con più di metà della popolazione K'iche', Quiché rappresenta il nucleo di questa etnia. Nel periodo precolombiano il dominio dei K'iche' si estendeva fino alla valle di Antigua e alle zone costiere di Escuintla.
Rigoberta Menchú, vincitrice del Nobel della Pace nel 1992, è di etnia K'iche'.

## Etimologia

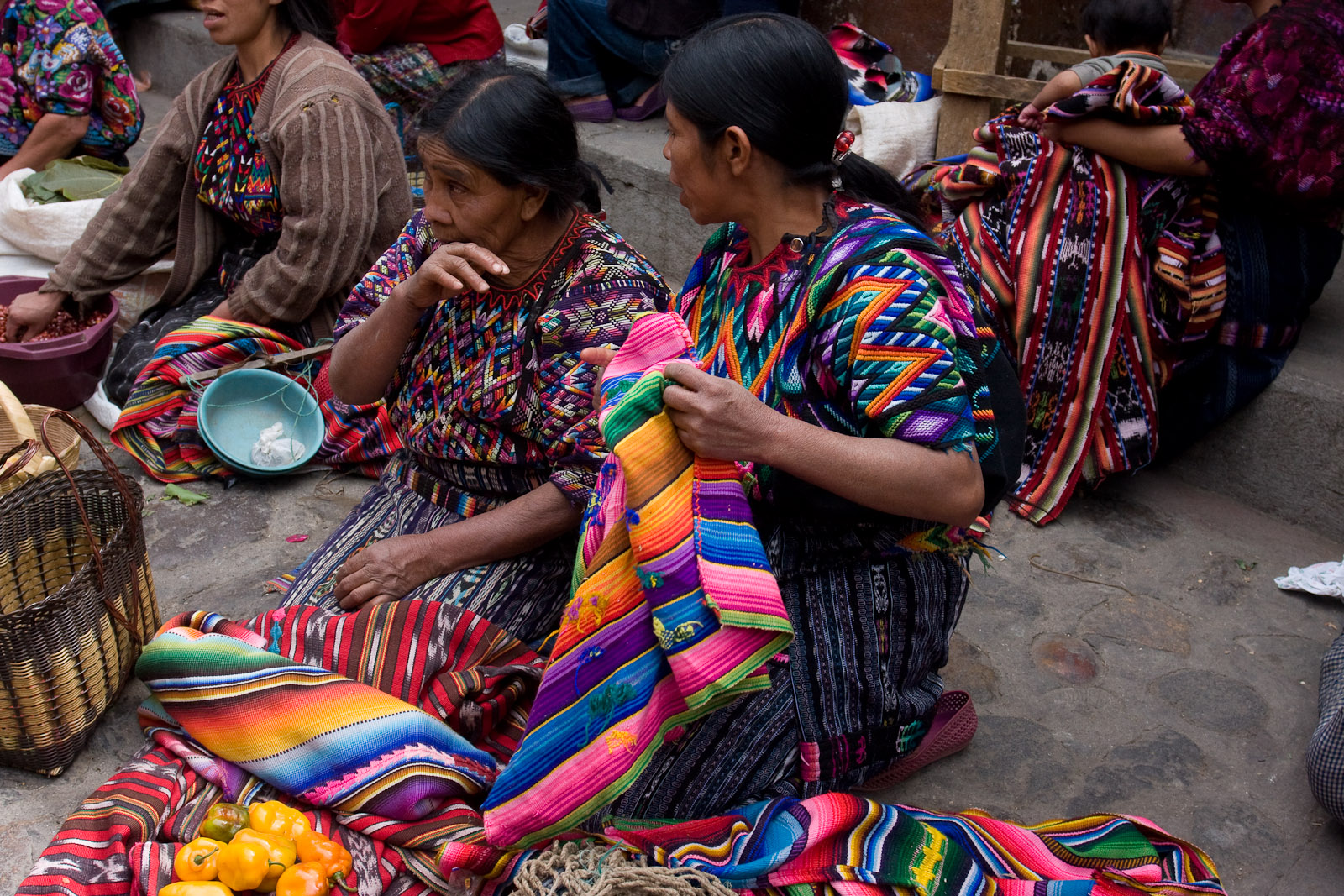
Donne Kʼicheʼ vendono stoffe al mercato, 2008, Chichicastenango

Il significato letterale della parola k'iche' è "molti alberi". La traduzione in náhuatl è Cuauhtēmallān (lett. "Luogo (del popolo) dei Molti Alberi"), ed è anche il termine dal quale ha origine la parola Guatemala. Inoltre, dall'omonimo popolo, prende il nome il dipartimento di Quichè.

## Storia

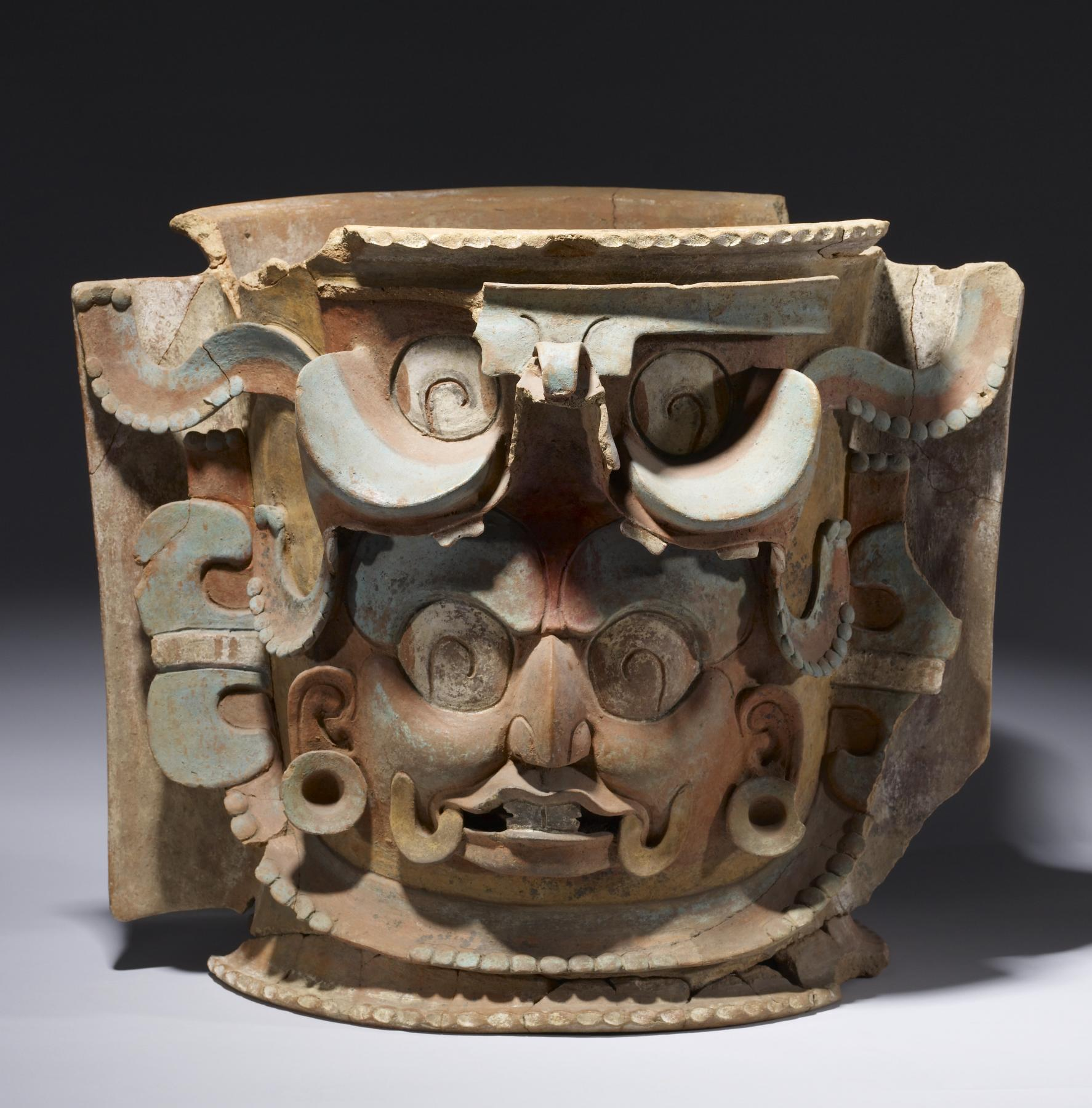
Urna funeraria K'iche' in terracotta; la parte frontale di quest'urna è decorata con la rappresentazione di quello che è probabilmente la figura di un antenato che, alla morte, è stato trasformato in un'incarnazione spirituale di una divinità. Questa divinità/antenato combina le caratteristiche di K'inich Ajaw (il dio del sole) e GI, una delle divinità protettrice di Palenque, in Messico. Il personaggio emerge dalle fauci aperte del sauro (squalo) Xoc, che simboleggia il mondo sotterraneo acquatico, ed il personaggio divinizzato pronto a interagire con i suoi discendenti in preghiera. La particolare correlazione con il soprannaturale, e in particolare con divinità come il dio del mais e K'inich Ajaw, era il fondamento ideologico delle alte cariche di potere tra i Maya, una caratteristica tipica del Mesoamerica che ha avuto origine nel periodo formativo tra gli Olmechi. Walters Art Museum, Baltimora, Maryland, 550-850 a.C.

Nel periodo precolombiano, il regno di Q'umarkaj fu uno dei più potenti nella regione. K'iche' era uno stato che venne a crearsi dopo il collasso dei Maya nel periodo classico. Lo stato si trovava in una valle montagnosa in Guatemala. I conquistadores descrissero nei loro testi diverse città come Q'umarkaj, la capitale dei K'iche'; il popolo col quale confinavano erano i Kaqchikel.
I K'iche' vennero sconfitti dal conquistador Pedro de Alvarado nel 1524. Il loro ultimo comandante militare, Tecún Umán, condusse i K'iche' e il loro esercito contro Pedro e i suoi alleati Kaqchikel, in una battaglia presso la valle di Xelaju (Quetzaltenango). I K'iche' vennero sconfitti e 10 000 di loro persero la vita, tra cui Tecún Umán, che da allora è diventato una figura leggendaria nella tradizione orale dei K'iche'. Dopo la battaglia, i K'iche' si arresero e invitarono Alvarado a visitare la loro capitale, Q'umarkaj. Alvarado sospettò che stessero preparando una imboscata, e fece mettere a fuoco la città. Le rovine della città sono visibili a tutt'oggi, poco lontano da Santa Cruz del Quiché.
Uno dei documenti più significativi mesoamericani giunti ai giorni nostri è il Popol Vuh (lett. "il Libro degli Eventi"), scritto originalmente attorno al 1550. Contiene documentazioni riguardo alla mitologia e alla storia della gente, prese da altre fonti precolombiane (oggi perlopiù perdute) e tradizioni orali. Questo testo narrativo include racconti del mito della creazione, di come il mondo e gli umani vennero creati dagli dei, la storia dei fratelli divini, e la storia dei K'iche' fino alla loro migrazione nella propria terra, fino al periodo in cui giunsero gli spagnoli.

## Lingua
La maggior parte dei K'iche' parla il k'iche' e conosce abbastanza bene lo spagnolo; le lingue maya imparentate con la loro sono l'uspanteco, il sacapulteco, il kaqchikel e il tzutujil.